# شركة محاصة
شركة المحاصة هي شركة تجارية بين شخصين أو أكثر يمارس أعمالها شريك ظاهر يتعامل مع الغير، بحيث تكون الشركة مقتصرة على العلاقة الخاصة بين الشركاء على أنه يجوز إثبات الشركة بين الشركاء بجميع طرق الإثبات. تتكون من طرفين وبغرض قضاء حاجات مشتركة.

## خصائص شركات المحاصة
- حق الرجوع القانوني لا يكون إلا على الشريك الظاهر.
- تهدف عادة إلى القيام بنشاط تجاري مؤقت تنتهي الشركة بانتهائه.
- تنفض الشركة بوفاة الشريك المحاص (الظاهر).
- لا تتمتع بالشخصية الاعتبارية ولا تخضع للإجراءات الشكلية التي تحكم الشركات لأنها شركة مستترة.
- الشركة المستترة لا يعلم أحد بها غير الشركاء ويكون التعامل فيها باسم الشريك الظاهر وتكون المعاملات باسمه، وإذا علم الغير بها تتحول إلى شركة تضامن ويوجب تسجيل الشركة حينها.
- لا يجوز لها أن تصدر صكوكاً قابلة للتداول، ومن حيث المسؤولية فليس للغير حق الرجوع إلا على الشريك الذي تعامل معه.

### نشاط شركة المحاصة
•اتفاق الشركاء على قيام احدهم باعمال الشركة ومباشرة نشاطها، فيتعامل مع الغير باسمه وبصفته الشخصية، وليس للغير حق الرجوع إلا على الشريك الذي تعامل معه.
•	أن يتعامل كل شريك مع الغير باسمه الخاص، فيلتزم الشريك في مواجهة الغير بنتائج تصرفاته.
•	اشتراك جميع الشركاء في الأعمال التي تتم لحساب الشركة، فتكون الأعمال بأسمائهم جميعاً، ويلتزمون أمام الغير وعلى وجه التضامن متى كان غرض الشركة تجارياً تبعاً لقاعدة افتراض التضامن في المسائل التجارية.

### انقضاء شركة المحاصة
تنقضي شركة المحاصة بتحقق سبب من اسباب الانقضاء العامة أو الخاصة المتعلقة بالاعتبار الشخصي. ومتى انقضت فإنها لاتخضع لقواعد التصفية التي تخضع لها باقي الشركات، نظرا لانعدام الشخصية المعنوية وبالتالي انعدام الذمة المالية المستقلة.
لذا يستتبع انقضاء شركة المحاصة تسوية الحسابات بين الشركاء المحاصين لتعيين نصيب كل شريك في الربح أو الخسارة.
ونظراً لان الغير لا يعلم بوجود الشركة، كما انه لايوجد تصفية يتم اشهارها، فإنه لا يسري على شركة المحاصة التقادم الثلاثي.
وبالتالي لاينقضي حق الدائن في رفع دعوى على الشريك المدين الا وفقا للقواعد العامة للانقضاء.

## تكوين شركة المحاصة
يجب ان يتوافر في عقد شركة المحاصة الأركان الموضوعية والأركان الموضوعية الخاصة.
في جميع الشركات باستثناء شركة المحاصة تخرج الحصص التي يقدمها الشركاء على سبيل تملك ذمم الشركاء وتنتقل إلى ذمة الشركة، ولا يكون للشركاء بعد ذلك الا مجرد نصيب في الارباح. التساؤل الذي يطرح نفسه في مسألة تكوين شركة المحاصة هو من يملك الحصص التي يقدمها الشركاء عند إنشاء شركة المحاصة في الوقت الذي لاتتمتع فيه هذه الشركة بشخصية معنوية، الواقع أن الاتفاق الذي يبرمه الشركاء يحدد ذلك، هناك أربعة صيغ من الممكن ان يتفق الشركاء على إعمال أي منها.
- الصيغة الأولى:

ان يتفق الشركاء على ان يحتفظ كل شريك بملكية حصته ويستثمرها بنفسه على ان يشترك مع باقي الشركاء في الارباح والخسائر المترتبة على استثمار الحصة.
- الصيغة الثانية:

ان يتفق الشركاء على ان يحتفظ كل شريك بملكية حصته، مع تسيلم كل الحصص إلى أحد الشركاء ليقوم باستثمارها لحساب الشركة على ان يتم توزيع الارباح والخسائر وفق المتفق علية. وفي هذه الحالة لايكون للدائنين المتعاملين مع الشريك الذي يدير العمل التنفيذ على حصص الشركاء الأخرين.
- الصيغة الثالثة:

ان ينتقل الشركاء ملكية حصصهم إلى أحد الشركاء ليستثمرها ويقتسمون ماقد ينشأ عن النشاط من ربح أو خسارة. وفي هذه الحالة يكون للدائنين الذين تعاملوا مع الشريك الذي يدير العمل أن ينفذوا على جميع الحصص لأن ملكيتها انتقلت لمن تعامل معهم. وإذا كانت الحصة التي قدمها الشريك عيناً معينة بذاتها - عقار أو منقول مثلاً - وشهر إفلاس الشريك الذي بحوزها، كان لمالكها حق استردادها من التفليسة بعد أداء نصيبة في خسائر الشركة. اما إذا كانت الحصة نقودا أو مثليات غير مفرزة فلا يكون لمالكها إلا الاشتراك في التفليسة بوصفة دائناً بقيمة الحصة مخصوماً منها نصيبة في خسائر الشركة.
- الصغية الرابعة:

وهي أن يتفق الشركاء على أن تكون الحصص المقدمة منهم مملوكة لهم جميعاً على الشيوع، وفي هذه الحالة تطبق عليهم أحكام ملكية المال الشائع. وإذا لم يبرم الشركاء أي من الصيغ المذكورة اعتبر كل شريكا مالكاً للحصة التي قدمها فعلاً.